# Institut national de la langue coréenne
L'Institut national de la langue coréenne (NIKL ; coréen : 국립국어원) est un organisme de réglementation de la langue coréenne basé à Séoul, en Corée du Sud. Il a été créé le 23 janvier 1991 par le décret présidentiel n° 13163 (14 novembre 1990).
Il a déjà porté plusieurs noms : Académie de la langue coréenne (coréen : 국어연구소) lors de sa création en tant qu'organisation non gouvernementale en 1984, et Académie nationale de la langue coréenne (coréen : 국립국어연구원) lorsqu'il est devenu une agence gouvernementale en 1991. Il a reçu son nom coréen actuel en 2004 et son nom anglais actuel en 2015.
Au sein du NIKL se trouve le Centre d'enseignement et d'apprentissage du coréen.

## Services

### Dictionnaire standard de la langue coréenne
Le 1er janvier 1992, les travaux de compilation du Dictionnaire standard de la langue coréenne (SKLD) ont commencé. Le dictionnaire a été publié le 11 octobre 1999 en trois volumes. Une version révisée et en ligne a été publiée le 8 octobre 2008.

### Dictionnaire coréen-langue étrangère pour les apprenants
Le NIKL gère un certain nombre de dictionnaires de langues étrangères en ligne pour une variété de langues, notamment l'anglais, le russe, le vietnamien, l'arabe et l'indonésien.

### Urimalsaem
Urimalsaem (coréen : 우리말샘) est un dictionnaire en ligne, open source et collaboratif que les utilisateurs peuvent modifier d'une manière similaire au fonctionnement de Wikipédia,,, à ceci près que les modifications individuelles sont examinées par des experts. Il a été lancé le 5 octobre 2016, avec un ensemble initial de 1 109 722 entrées.

### Jeux de données
Le NIKL conserve plusieurs jeux de données destinés à la recherche, dont l'un comprend 3 515 010 articles de presse en coréen de 2009 à 2018. Le jeu de données a été utilisé dans un certain nombre d'articles sur le traitement du langage naturel et l'apprentissage automatique,, et des jeux de données dérivés ont même été créés à partir de ceux-ci. En 2015, peu avant la loi de 2016 sur la langue des signes coréenne, le NIKL a commencé à collecter un jeu de données sur la langue des signes coréenne appelé le projet KSL Corpus. En 2022, elle a annoncé avoir collecté 180 heures de matériel linguistique auprès de 148 personnes sourdes dans cinq endroits et continuer à en collecter davantage.

## Histoire
Le NIKL a été fondée à l'origine à un niveau non gouvernemental sous le nom d'Académie de la langue coréenne (coréen : 국어연구소) le 1er mai 1984,. Elle a été créée en tant que filiale du ministère coréen de la Culture le 23 janvier 1991 sous le nom d'Académie nationale de la langue coréenne (coréen : 국립국어연구원). Il a repris son nom d'origine le 11 novembre 2005 et a de nouveau changé de nom pour prendre sa forme actuelle en octobre 2015,.
Le 18 janvier 2022, le NIKL a annoncé plusieurs nouvelles initiatives :
- Il créera un système de diagnostic des compétences en langue coréenne qui s’appuiera sur l’aide de l’intelligence artificielle. Le directeur du NIKL a déclaré : « Si nous parvenons à mettre en place un système d'évaluation composé à 80 % d'humains et à 20 % d'IA, nous pourrons accroître encore l'efficacité. Cela permettra de réaliser des tests d'écriture à plus grande échelle. » Le test doit être développé sur cinq ans, de 2023 à 2027, avec un budget de 10 milliards de wons (8,39 millions de dollars). Le test vise à améliorer les compétences rédactionnelles nationales et à être utilisé lors des examens d'entrée à l'université[14].
- Il apportera des révisions importantes à son dictionnaire, après avoir constaté que le dictionnaire standard de la langue coréenne de 1999 n'a pas réussi à suivre les changements majeurs de l'ère numérique. Ce projet devra durer entre 2022 et 2026[14].
- Pour répondre à la demande croissante et aux attentes de qualité des enseignants de langue coréenne en dehors de la péninsule, un programme de cours et de certification pour les enseignants sera créé[14].